# فورست غريفين
فورست غريفين (بالإنجليزية: Forrest Griffin) (و. 1979  م) هو فنان قتال مختلط أمريكي، ولد في كولومبوس، أوهايو.

## التعليم
تعلم في جامعة جورجيا.

## وصلات خارجية
- فورست غريفين على موقع IMDb (الإنجليزية)
- فورست غريفين على موقع قاعدة بيانات الفيلم (الإنجليزية)
- فورست غريفين على موقع يو إف سي (الإنجليزية)
- فورست غريفين على موقع شيردوغ (الإنجليزية)
- فورست غريفين على موقع Tapology.com (الإنجليزية)

- فورست غريفين في قاعدة بيانات الأفلام على الإنترنت